# 280-mm-Atomic Cannon M65
Die M65 Atomic gun oder T-131 (Spitzname Atomic Annie, in Deutschland auch Atom-Anni oder Atomkanone) ist ein schweres Artilleriegeschütz, dessen Entwicklung im beginnenden Kalten Krieg in den Vereinigten Staaten begann. Die Kanone im Kaliber 280 war in der Lage spezielle Munition mit atomaren Sprengköpfen zu verschießen.
Stationiert waren die Kanonen zwischen April 1955 und Dezember 1962 in Westdeutschland, Südkorea und auf Okinawa.

## Entwicklung
Im Jahr 1949 wurde das Picatinny Arsenal in New Jersey, welche bis heute eine zentrale Rolle in der Entwicklung und Erforschung von Waffensystemen der US Army spielt und auf eine Munitionsanstalt die Ende des 19. Jahrhunderts gegründet wurde, damit beauftragt ein neues Artilleriegeschütz zu entwickeln, welches in der Lage sein sollte, atomare Sprengköpfe zu verschießen.
Der Ingenieur, Robert Schwartz, orientierte sich im Wesentlichen an dem größten in der US Army eingeführten Geschütz, der 240-mm-Howitzer M1. Er übernahm deren Konstruktion und übertrug diese auf das Kaliber 280 mm.
Die Konzeption der Lafettierung folgte der Konstruktion eines deutschen Geschützes, welches in den Vereinigten Staaten eine gewisse Bekanntheit erlangt hatte. Nach der amerikanischen Landung bei Anzio in Italien gerieten die dortigen Truppen wiederkehrend unter das Feuer zweier deutschen Eisenbahngeschütze vom Typ K5. Durch die vielfach gescheiterten Versuche der U.S. Air Force das scheinbare „Geister-Geschütz“ auszuschalten, erlangte die durch die Amerikaner Anzio Annie getaufte Eisenbahnkanone größere Bekanntheit.
Der Gesamtentwurf wurde durch das Pentagon, maßgeblich durch die Beeinflussung durch Samuel Feltmann, als Leiter der Unterabteilung für Ballistik innerhalb der Forschung- und Entwicklungsabteilung des amerikanischen Rüstungsamtes (Ordnance Department), genehmigt. Die weitere Ausarbeitung des Entwurfs dauerte etwa drei Jahre und rechtzeitig für die Parade zur Amtseinführung von Dwight D. Eisenhower konnte ein Prototyp der als Gun T131 on Carriage T72 bezeichneten Waffe fertiggestellt werden.

## Technische Beschreibung
Das 50 Tonnen schwere Geschütz wurde zum Transport zwischen zwei Zugmaschinen aufgehängt, deren Fahrer über ein Telefonsystem kommunizieren konnten. Insgesamt wog das Waffensystem über 75 Tonnen, die mit maximal ca. 50 km/h auf der Straße bewegt werden konnten. Auf- und Abbau des Geschützes nahmen jeweils rund 15 Minuten in Anspruch.

## Einsatz
Bekannt wurde es durch die Operation Upshot-Knothole-Grable, einen Test des nuklearen 280-mm-Artilleriegeschosses W9 am 25. Mai 1953 in der Nevada Test Site. Das Geschoss hatte mit 15 Kilotonnen (KT) Sprengkraft etwa die gleiche Stärke wie die Hiroshima-Bombe. Es war das einzige Mal, dass ein nukleares Geschoss abgefeuert wurde.
20 M65-Geschütze wurden gebaut, wovon 16 allein bei der 7. US-Armee in Westdeutschland stationiert waren. Diese war entlang der sog. Fulda Gap stationiert, einem Gebiet bei Fulda nahe der innerdeutschen Grenze, an der eine sowjetische Invasion am ehesten vermutet wurde. Die restlichen Geschütze waren in Südkorea oder in den USA stationiert.
Für die Nukleargeschosse wurden Sondermunitionslager unter anderem bei Mainz, Nürnberg, Bamberg und Grafenwöhr eingerichtet. 1963 wurde die letztendlich allzu schwerfällige Kanone M65 außer Dienst gestellt, nachdem nunmehr Nukleargeschosse für verbreitete Standardgeschütze sowie Kurzstreckenraketen bereitstanden.
Die sowjetischen Gegenstücke zur M65 waren die 406-mm-Selbstfahrhaubitze 2A3 Kondensator sowie die 420-mm-Selbstfahrhaubitze 2B1 Oka.

## Munition
Die M65 verwendete getrennt geladene Munition mit variablen Treibladungsbeuteln. Das heißt, das Geschoss und die Treibladung wurden nacheinander geladen. Folgende Geschosse standen zur Verfügung:
| Name | Geschosstyp    | Gewicht  | Füllung                 | Mündungsgeschwindigkeit | Max. Schussdistanz |
| ---- | -------------- | -------- | ----------------------- | ----------------------- | ------------------ |
| HE   | Sprenggranate  | 272,2 kg | 55,3 kg TNT             | 762 m/s                 | 28,7 km            |
| T124 | Nukleargranate | 364,2 kg | W9-Nukleargefechtskopf  | 628 m/s                 | 24 km              |
| T315 | Nukleargranate | 272,2 kg | W19-Nukleargefechtskopf | 762 m/s                 | 30,2 km            |

## Bilder

M65-Geschütz, United States Army Ordnance Museum
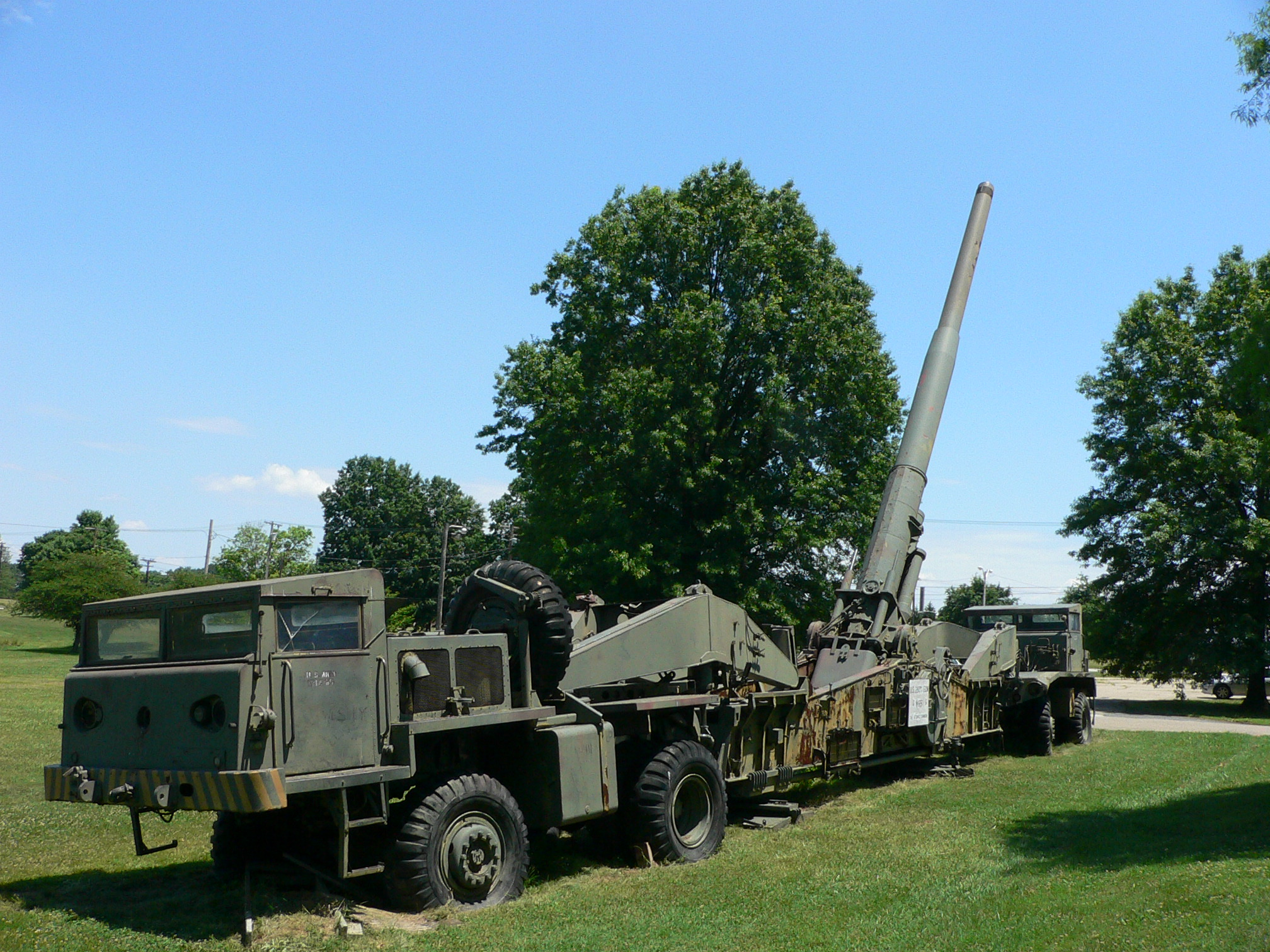
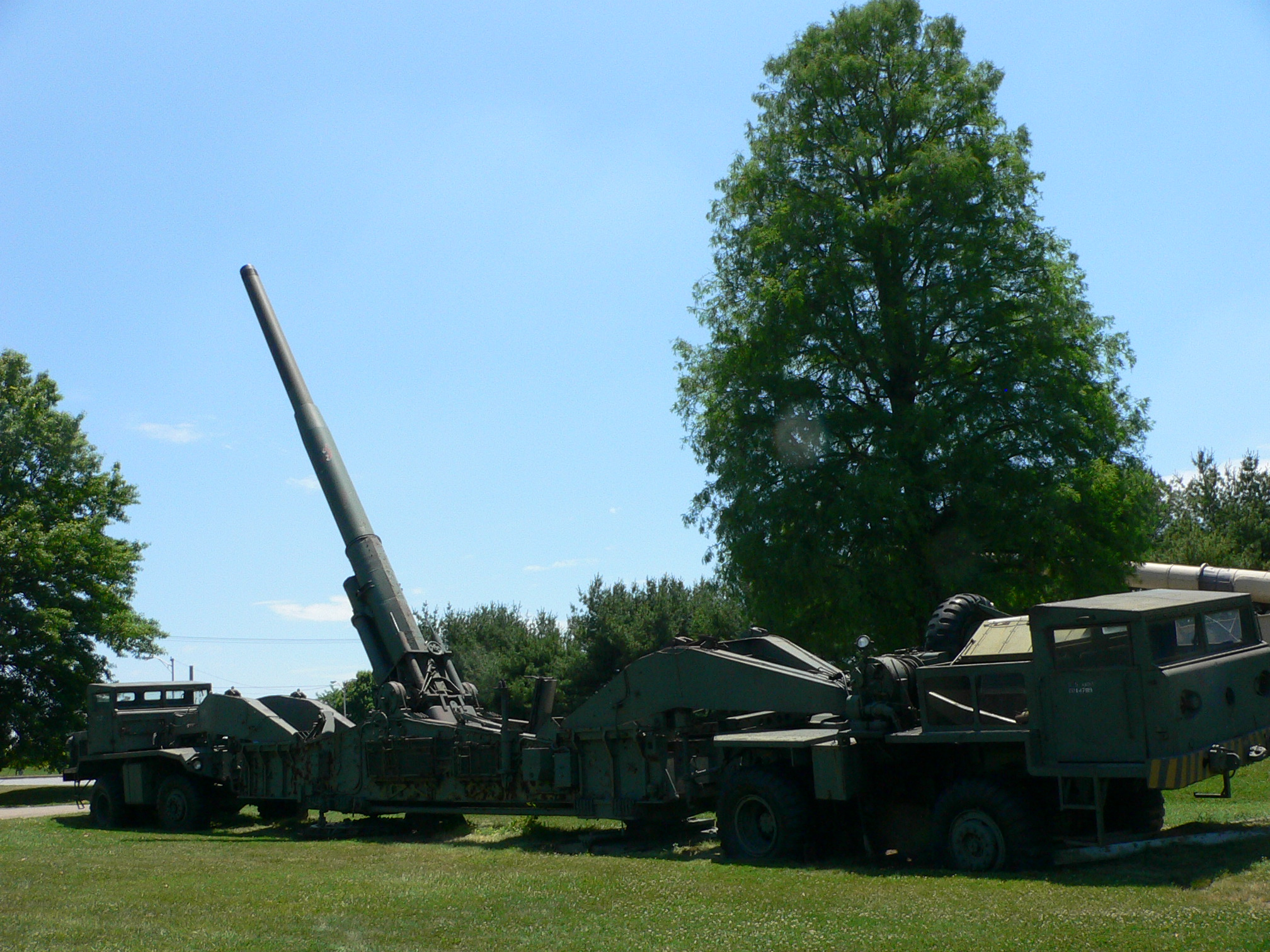
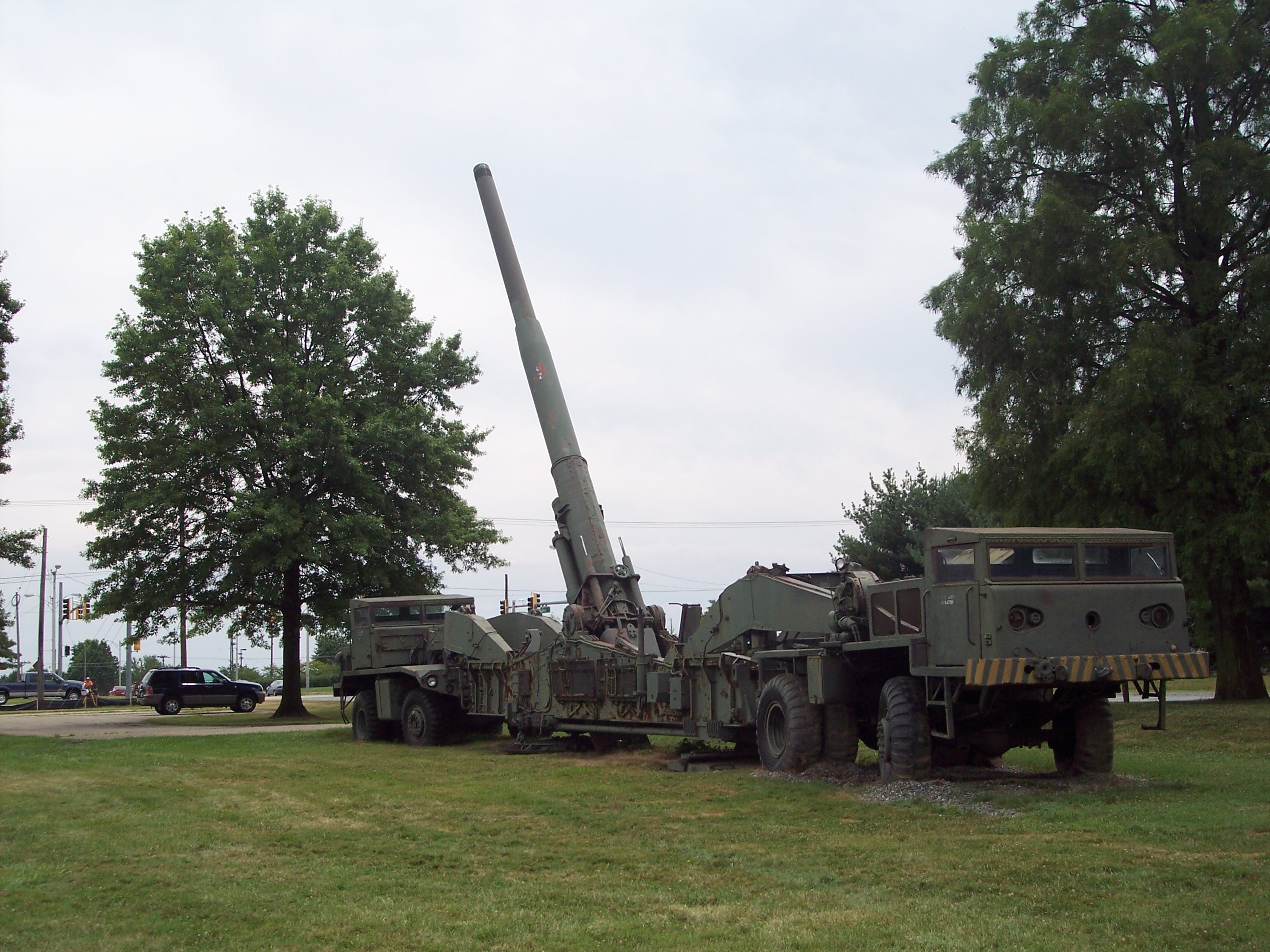

Test des Atomgeschosses
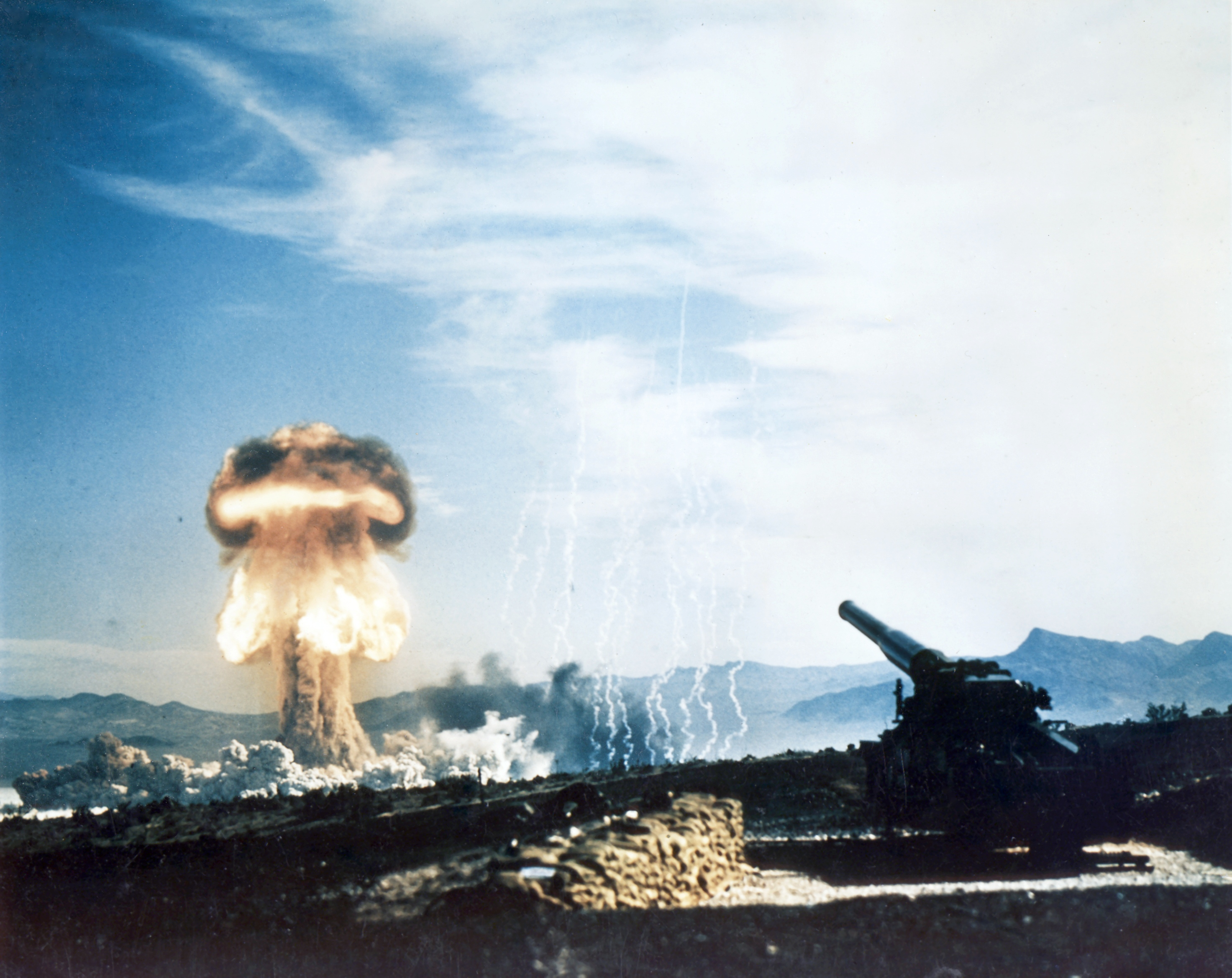
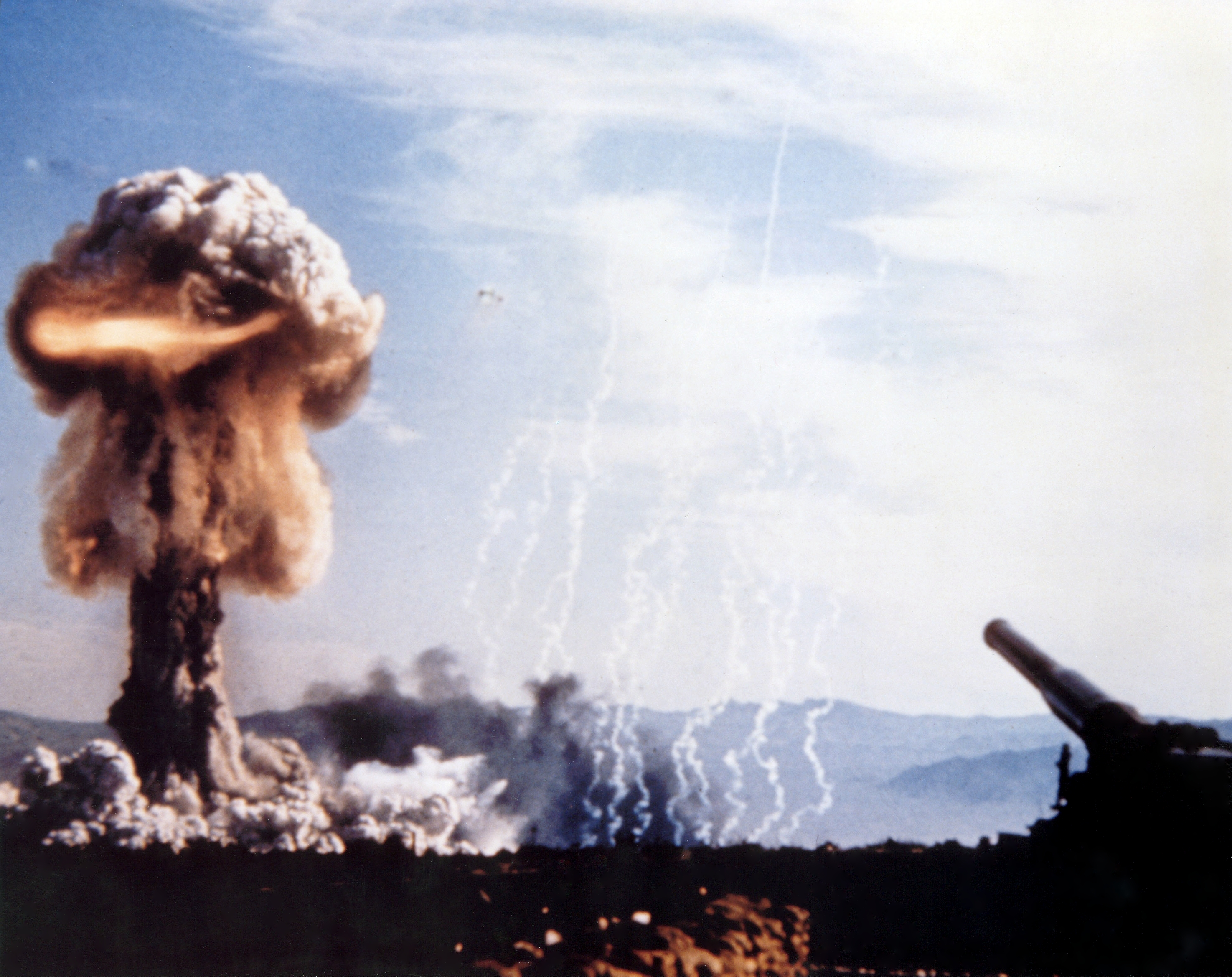